# Fuentecén
Fuentecén es un municipio y localidad española de la provincia de Burgos, en la comunidad autónoma de Castilla y León, que pertenece a la comarca Ribera del Duero y al partido judicial de Aranda de Duero.

## Geografía
Integrado en la comarca de Ribera del Duero, se sitúa a 94 kilómetros de la capital provincial. El término municipal está atravesado por la carretera nacional N-122, entre los pK 283 y 287, además de por carreteras locales que conectan con Hoyales de Roa, Fuentemolinos y Roa. El relieve del municipio está definido por el altiplano típico de la Meseta Norte al oeste y el valle del río Riaza al este. La altitud oscila entre los 939 metros en un páramo al sur y los 790 metros a orillas del río Riaza. El pueblo se alza a 818 metros sobre el nivel del mar.  
| Noroeste: Haza (exclave) | Norte: Roa y Hoyales de Roa | Noreste: Hoyales de Roa |
| Oeste: Fuentelisendo     |                             | Este: Haza              |
| Suroeste: Haza (exclave) | Sur: Fuentemolinos          | Sureste: Fuentemolinos  |

## Historia
Según las referencias más fiables, los orígenes de Fuentencén deben remontarse al siglo X, durante la repoblación del valle del Duero tras la reconquista. Durante la Edad Media el pueblo se va afianzando, aunque siempre dependiendo del municipio cercano de Haza, del cual se independiza en 1833, cuando Fernando VII elimina los señoríos jurisdiccionales:
Villar perteneciente a la antigua Comunidad de Villa y Tierra de Aza, tenía jurisdicción de señorío cuyo alcalde ordinario era nombrado por el conde de Miranda.
A la caída del Antiguo Régimen queda constituida como ayuntamiento constitucional del mismo nombre en el partido de Roa, región de  Castilla la Vieja, que en el censo de la matrícula catastral contaba con 170 hogares y 682 vecinos.
Otro episodio de la historia de Fuentecén lo marca Juan Martín Díez "El Empecinado", ya que este personaje histórico vivió en esta localidad.

### SigloXIX
Así se describe a Fuentecén en la página 242 del tomo VIII del Diccionario geográfico-estadístico-histórico de España y sus posesiones de Ultramar, obra impulsada por Pascual Madoz a mediados del siglo XIX:

FUENTECEN

Villa con ayuntamiento en la provincia, audiencia territorial y capitanía general de Burgos (14 leguas), diócesis de Osma (11) y partido judicial de Roa (1).
Situada al E en un pequeño declive, dominada de dos cerros por el S y E; las enfermedades que más frecuentemente se padecen son las intermitentes.
Tiene 180 casas de dos pisos, construidas de piedra, siendo la mayor parte de ellas muy malas; las calles se hallan bien empedradas y algunas bastante despejadas, habiendo en la principal 2 fuentes que brotan con poca abundancia, las cuales están circundadas de 2 hermosos pilones de piedra; la casa consistorial es de buena fabricación y suficiente capacidad, sirviendo al mismo tiempo de local para cárcel y escuela; ésta está dotada con 1.500 reales, pagados de los fondos de propios; hay 1 iglesia parroquial (San Mamés) de término, servida por un cura párroco, 1 beneficiado, 1 sacristán y organista; es de sólida construcción, y consta de 3 naves, 7 retablos y 1 órgano, y se halla situada al extremo oriental de la población; encontrándose a 300 pasos al S de ésta el cementerio que está casi arruinado; finalmente, hay también 3 ermitas (Santa Ana, la Concepción y Santa Lucía); la primera corresponde a la villa y las otras dos a particulares.
Confina con términos de Oyales, Aza, Fuentemolinos y Fuentelicendro.
El terreno es secano y flojo en su mayor extensión, habiendo solo de regadío un prado de pasto, que produce buenas y abundantes yerbas y dos pequeñas vegas que fertilizan las aguas traídas por 2 cauces, de los cuales el uno sirve además de esto para dar impulso a un molino harinero; hay mucho arbolado, especialmente frutal de olmo y álamo.
Caminos: los locales con uno de herradura muy transitado por los arrieros que pasan desde Zaragoza a Valladolid, Zamora y Salamanca.
Producciones: trigo, centeno, cebada, alubias, patatas y cáñamo; ganado lanar y vacuno.
Industria: la agricultura y 1 molino harinero.
Población: 170 vecinos, 682 almas.

Capital productivo: 1.941.200 reales. Imponible: 177.856. Contribución: 34.178 reales 21 maravedíes. El presupuesto municipal asciende a 17.772 reales, y se cubre con los productos de propios y arbitrios.

## Demografía
Fuentecén cuenta con una población de 234 habitantes (INE 2024).

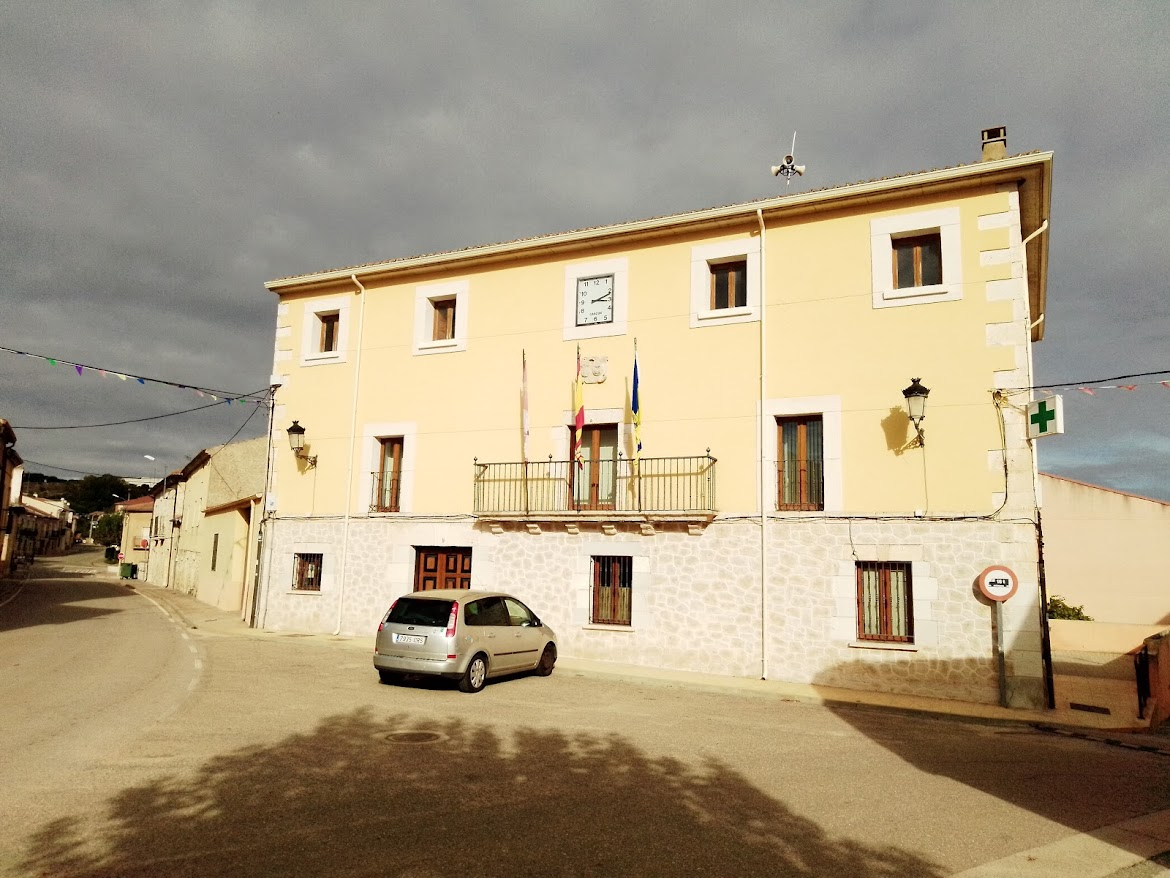
Casa consistorial

| Gráfica de evolución demográfica de Fuentecén entre 1842 y 2021                                                     |
| |
| Población de derecho según los censos de población del INE Población de hecho según los censos de población del INE |

## Cultura

### Patrimonio
Iglesia parroquial

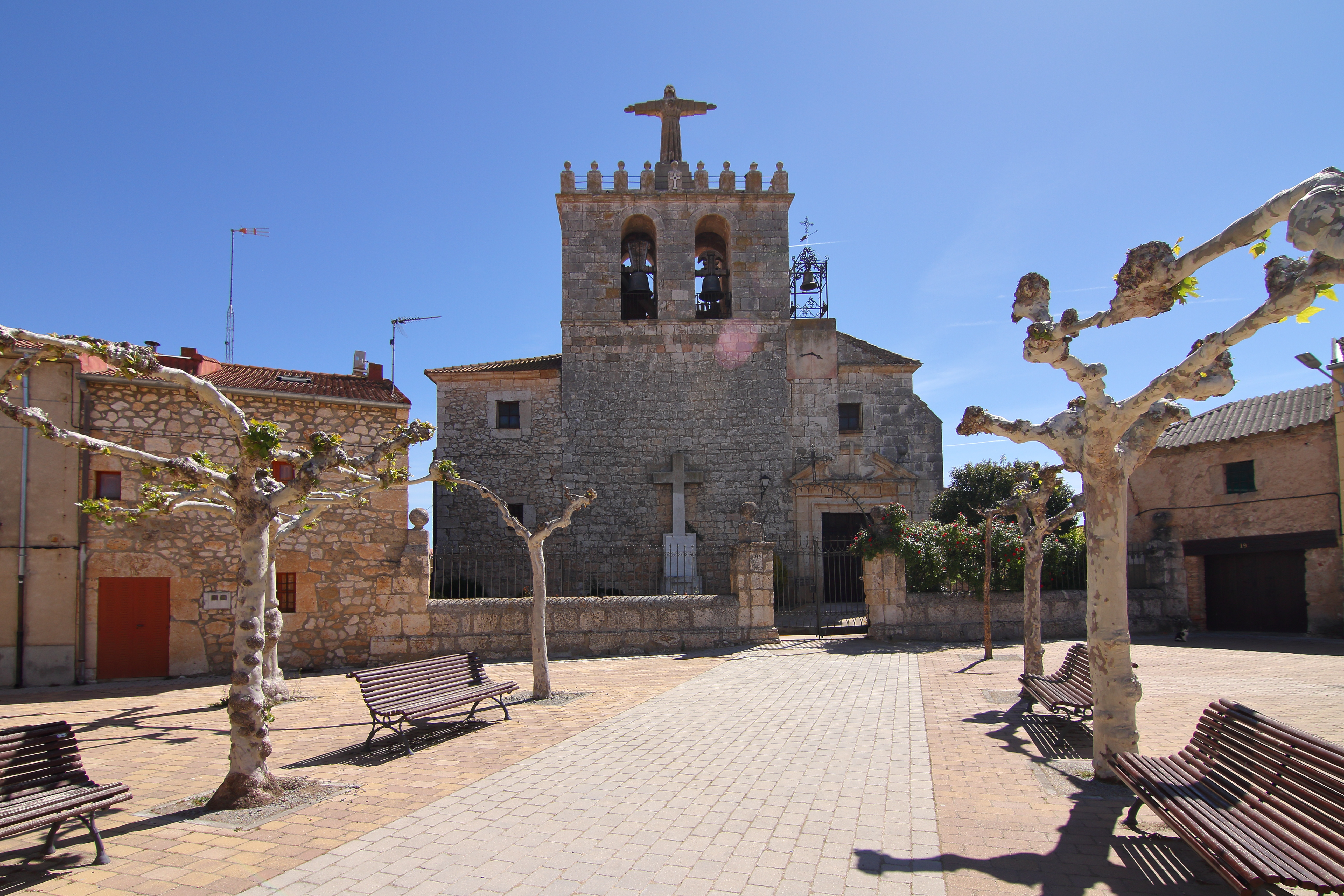
Iglesia de San Mamés Mártir

La parroquia de Fuentecén datada entre los siglos XV y XVII, ha cambiado mucho a lo largo del tiempo. La actual construcción fue terminada en 1962 siguiendo los planos de un monje del Monasterio de Valbuena de Duero. La que había con anterioridad era una construcción medieval (probablemente del siglo XV) mucho más humilde.
Dependiente de la parroquia de Castrillo de la Vega en el Arcipestrazgo de Roa, diócesis de Burgos.
El retablo de Santa Catalina, de finales del siglo XVI (fechada en 1599) muestra una inscripción según la cual, un caballero de apellido Ordóñez y su mujer lo donan.
La iglesia cuenta también con una bella pila bautismal, así como cuadros, esculturas, imágenes policromadas atribuidas a Juan de Juni, ornamentos litúrgicos como el Cristo del Carmelo y orfebrería con un gran valor artístico.
Es de destacar también el órgano, una pieza de gran interés ornamental y musicológico. Lamentablemente, este órgano ha sido semidesguazado: carece de teclado y los tubos se encuentran en mal estado, faltando algunos de ellos. Conserva parte de los mecanismos internos y del fuelle.
En el municipio, ya con menor entidad, puede encontrarse también la ermita de la Concepción.
Arquitectura civil
En Fuentecén pueden hallarse algunos ejemplares de casas solariegas de sillería y blasonadas, muchas de ellas del siglo XVIII que tienen un doble origen. Algunas pertenecieron a familias de la baja nobleza de mayor o menor alcurnia, y otras eran los domicilios de diferentes capellanes de la parroquia de Fuentecén.

### Fiestas
- Fiestas patronales del Santo Cristo del Carmelo el 3 de mayo.
- San Mamés y Santa Ana el último fin de semana de agosto.
- Semana Santa, en la que sacan en procesión las imágenes de la Dolorosa y el Cristo Yacente de Juan de Juni.